# ファンスタープロモーション
ファンスタープロモーション（英: FUNSTAR PROMOTION）は、東京都渋谷区に拠点を置く芸能プロダクション。

## 概要
主にAV女優のマネジメントを手掛けている。
Japan production guild（日本プロダクション協会）加盟プロダクション。

## 主な所属モデル
- 紺野ひかる
- 二宮和香
- 笠木いちか
- 香澄せな
- 三田サクラ
- 神木麗
- 渚恋生[2]
- 真白ふわり
- 橋下まこ

## 過去の所属モデル
- 阿部乃みく[3]
- 黒崎さく
- 桜井彩
- 篠宮ゆり
- 鈴菜愛音
- 蜜美杏
- 真白みくる
- 赤城憂紀
- 永原なつき
- 雛菊つばさ
- 浜崎真緒